# Fondazione Fedrigoni Fabriano

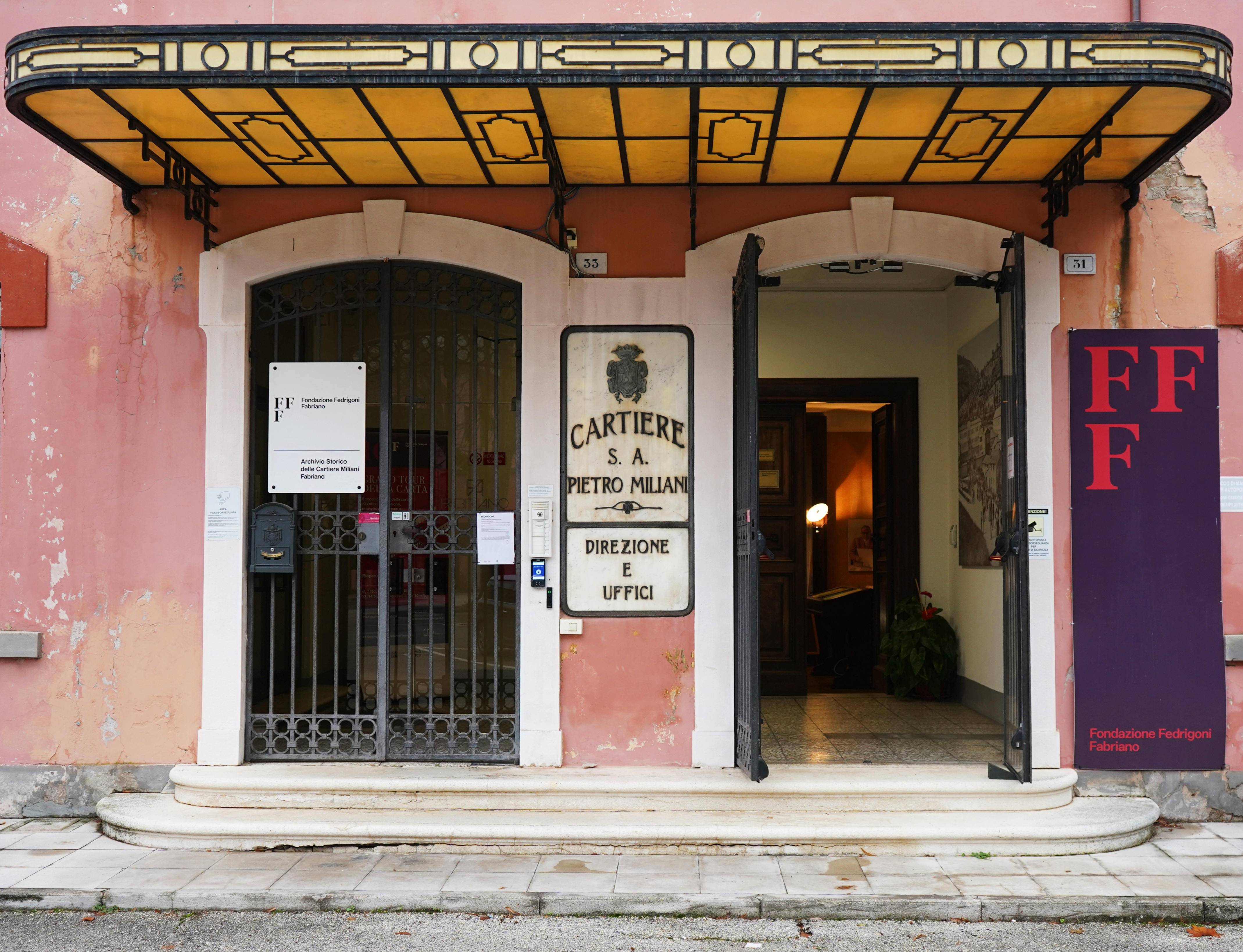
Ingresso della Fondazione Fedrigoni Fabriano e dell'Archivio storico delle Cartiere Miliani Fabriano.

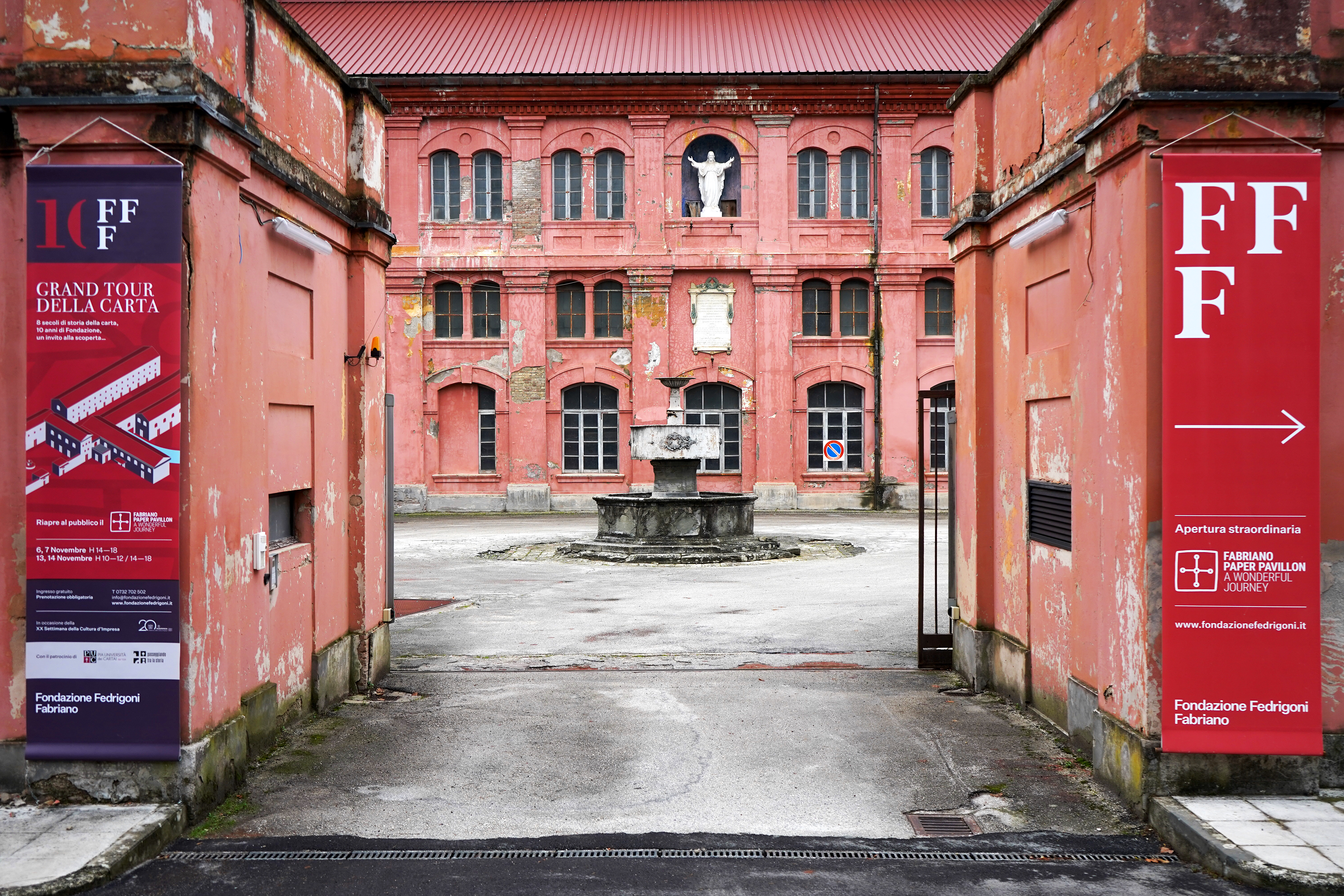
Complesso storico delle Cartiere Miliani Fabriano. Dietro la fontana l'edificio principale della Cartiera Centrale che conteneva al suo interno la macchina continua in piano.

La Fondazione Fedrigoni Fabriano (FFF)  è un istituto culturale che ha lo scopo di promuovere gli studi, le ricerche e la divulgazione delle scienze e delle tecniche cartarie. Ha sede all’interno dell’Archivio storico delle Cartiere Miliani.

## Storia
La Fondazione Fedrigoni Fabriano nasce l’8 marzo del 2011 per volere di Alessandro Fedrigoni, presidente del Gruppo Fedrigoni, con il nome di Fondazione Gianfranco Fedrigoni – Fabriano. Storia, scienza e arte della carta. L’istituto è dedicato all’industriale veneto Gianfranco Fedrigoni, ma ha sede a Fabriano. Infatti, tutela e gestisce il prezioso patrimonio storico delle Cartiere Miliani Fabriano, acquisite nel 2002 dal Gruppo Fedrigoni.
Il 16 aprile 2012 ottiene il riconoscimento nazionale della personalità giuridica.
Nel 2014 la denominazione si rinnova in Fondazione Gianfranco Fedrigoni, Istituto Europeo di Storia della Carta e delle Scienze Cartarie (ISTOCARTA); successivamente modificato nel 2017 in Istituto di Storia della Carta “Gianfranco Fedrigoni (ISTOCARTA)”.
Nel 2018, a seguito del passaggio del Gruppo Fedrigoni al fondo americano Bain Capital, Alessandro Fedrigoni lascia la presidenza della Fondazione Fedrigoni Fabriano alla nipote Chiara Medioli Fedrigoni e viene successivamente nominato “Presidente Onorario” dai membri del Consiglio d’Amministrazione.
Nel 2019 ritorna il nome originario abbreviato in Fondazione Fedrigoni Fabriano (FFF).

## Finalità
La Fondazione Fedrigoni Fabriano non ha fini di lucro e promuove gli studi di storia della carta, in materia di filigranologia e in tutti gli ambiti connessi alle scienze cartarie. Pertanto, incentiva:
- la pubblicazione di ricerche in tema di storiografia cartaria
- l’organizzazione di convegni e seminari con la partecipazione di esperti italiani e stranieri in storia della carta
- la collaborazione con università, istituti, accademie, musei, archivi storici, biblioteche
- la tutela e valorizzazione delle tecniche medievali utilizzate per la fabbricazione della carta di Fabriano
- la conservazione, la custodia e la fruizione dei beni storici cartari ereditati dalle Cartiere Miliani Fabriano
- la cooperazione in iniziative culturali con la Pia Università dei Cartai.

In occasione di eventi speciali, come la "Settimana della Cultura d'Impresa" promossa da Confindustria o "Le Giornate di Primavera" del FAI - Fondo Ambiente Italiano, la Fondazione apre al pubblico, con visite guidate, gli spazi dell'Archivio storico delle Cartiere Miliani Fabriano e del Deposito dei Beni Storici Cartari, conosciuto anche come "Fabriano Paper Pavilion" dopo l'inaugurazione nel 2019 In occasione di XIII UNESCO Creative Cities Conference svoltosi a Fabriano.
La Fondazione Fedrigoni Fabriano prosegue l'attività editoriale inaugurata nel 1986 dalla Pia Università dei Cartai con le pubblicazioni della “Collana di Storia della Carta” a cura di Giancarlo Castagnari e Livia Faggioni.

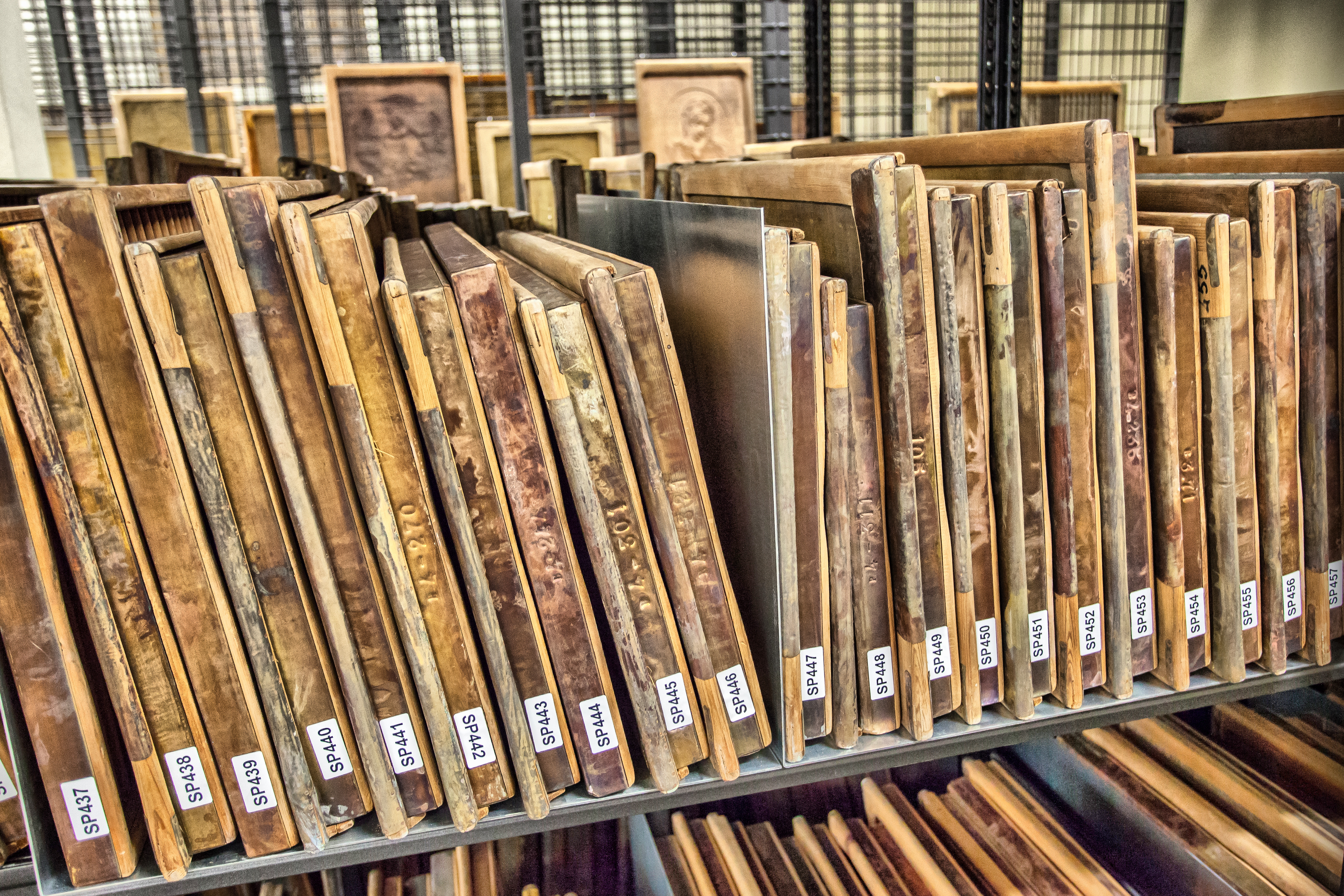
Forme per la produzione di carta a mano conservate nel Deposito dei Beni Storici Cartari presso il complesso storico delle Cartiere Miliani Fabriano.

## Riconoscimento di Ente Schedatore
La Fondazione avvia nel 2013 un'importante opera di recupero e salvaguardia di beni storici cartari appartenuti alle Cartiere Miliani Fabriano. In particolare viene avviato il progetto di catalogazione di 2.295 “forme” per la produzione della carta a mano, con la supervisione di un gruppo di esperti in ambito cartario e la collaborazione della Soprintendenza ai Beni Storici, Artistici ed Etnoantrologici delle Marche e dell’Istituto centrale per il catalogo e la documentazione ICCD di Roma (Ministero per i Beni e le Attività Culturali e del Turismo - MIBACT).
Il 22 luglio 2013, l’ICCD riconosce la validità dei requisiti tecnico-scientifici della Fondazione, che viene nominata “Ente Schedatore”, cioè ente che pianifica, organizza e svolge le campagne di catalogazione ed è responsabile della redazione, della digitalizzazione e dell'aggiornamento delle schede di catalogo. La Fondazione decide, così, di procedere alla catalogazione, adottando gli standard catalografici nazionali definiti dall’ICCD, servendosi del Sistema Informativo Generale del Catalogo (SIGECweb), messo a disposizione dall’ICCD, “con l’obiettivo di unificare e ottimizzare i processi connessi alla catalogazione del patrimonio culturale, assicurando, grazie al controllo delle procedure applicate, la qualità dei dati prodotti e la loro rispondenza agli standard nazionali”.
A gennaio 2014, dopo numerosi tavoli di lavoro, viene definito il tracciato per la catalogazione delle “forme”, la scheda PST (per i beni e gli strumenti di interesse per la storia della scienza e della tecnica), che viene ritenuta la categoria di appartenenza più adeguata alla tipologia di bene, seppur al momento priva di dati scientificamente validi ad una catalogazione specifica del bene. La Fondazione, pertanto, in accordo con l’ICCD sviluppa uno studio sugli strumenti terminologici da integrare nella scheda PST al fine di registrare i dati relativi alla “forma” secondo criteri omogenei e condivisi a livello nazionale. Dopo alcuni mesi di sperimentazione e studio vengono definiti i campi da integrare nella scheda PST, con l’obiettivo di ottenere una catalogazione ad alto livello tecnico-scientifico, nel rispetto degli standard catalografici nazionali dettati dall’ICCD.
A luglio 2016, la scheda di catalogazione PST 4.00 viene ufficialmente pubblicata “in sperimentazione” nel Sistema Informativo Generale del Catalogo (SIGECweb) ed on-line sul sito dell’ICCD tra gli Standard Catalografici. I risultati di questo lungo percorso di analisi e sperimentazione condiviso con l’ICCD e con la Soprintendenza viene pubblicato dalla Fondazione nel volume “La forma. Formisti e cartai nella storia della Carta occidentale”, diventando un valido riferimento per le varie realtà cartarie italiane che possiedono un patrimonio simile a quello fabrianese. Nel volume bilingue (italiano e inglese), infatti, è presente il modello dell’aggiornata scheda di catalogazione PST 4.00.

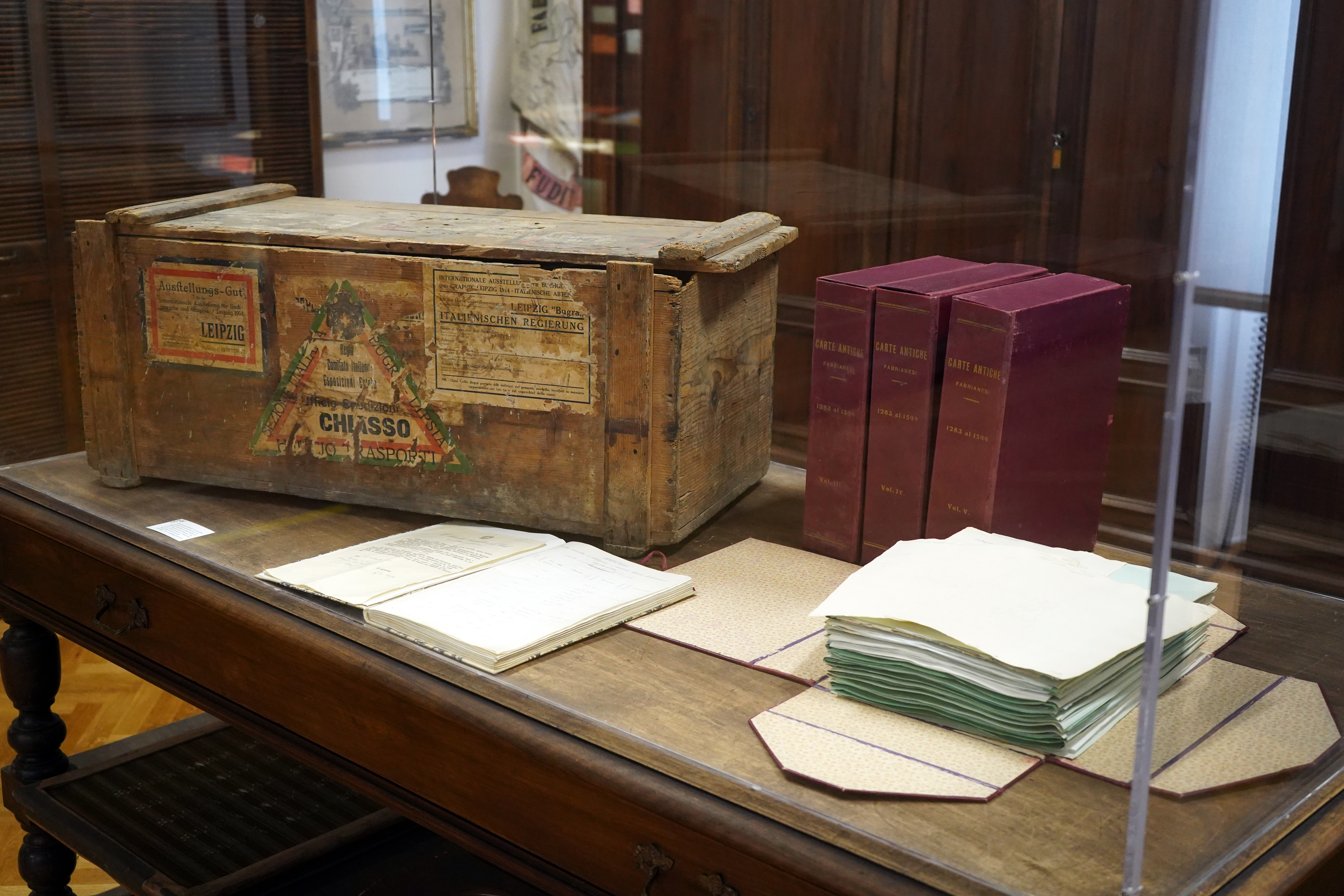
La cassa storica che conteneva la collezione di Augusto Zonghi, l'inventario, i faldoni e le cartelle con all'interno le carte filigranate fabrianesi.

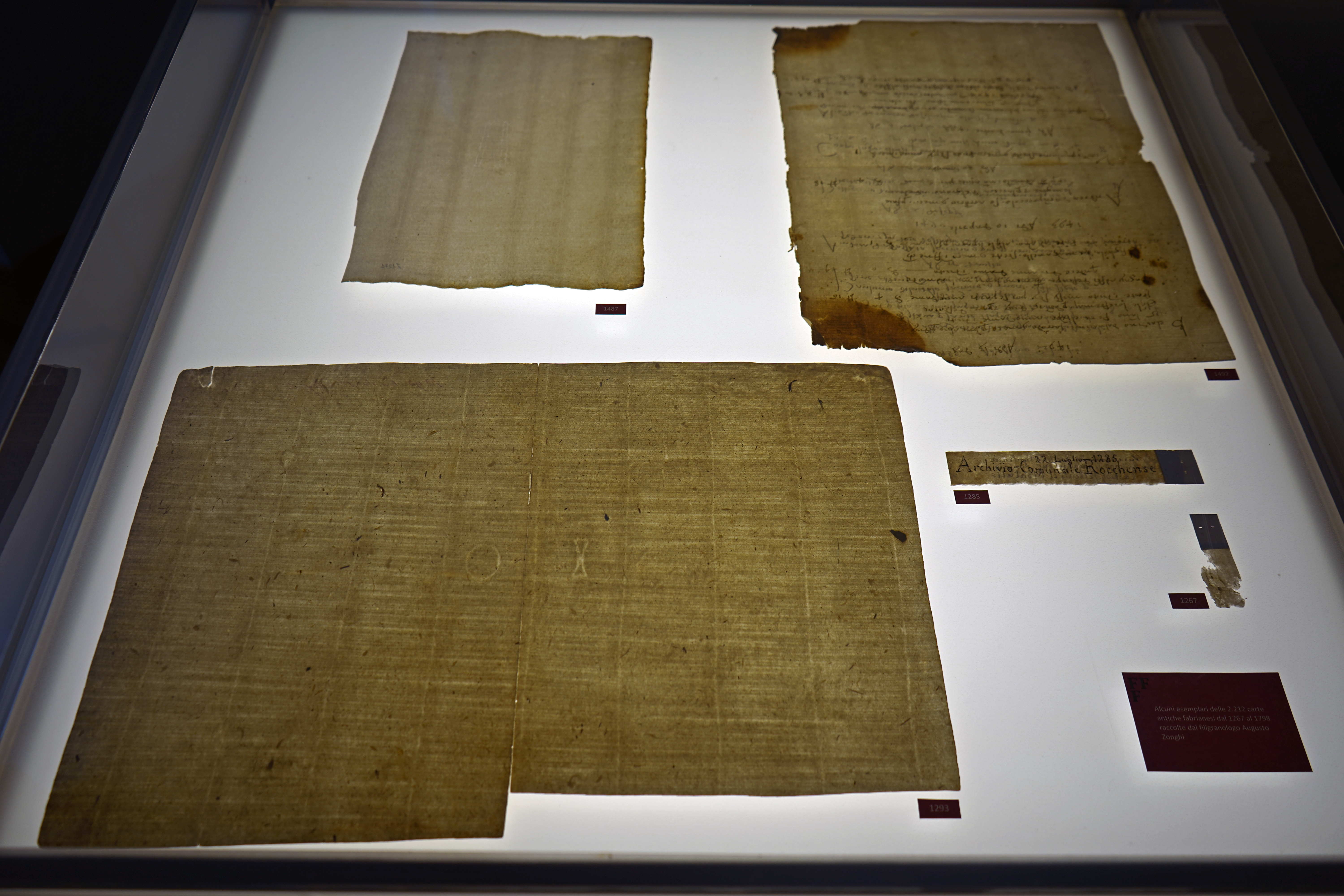
Alcune carte della collezione di Augusto Zonghi.

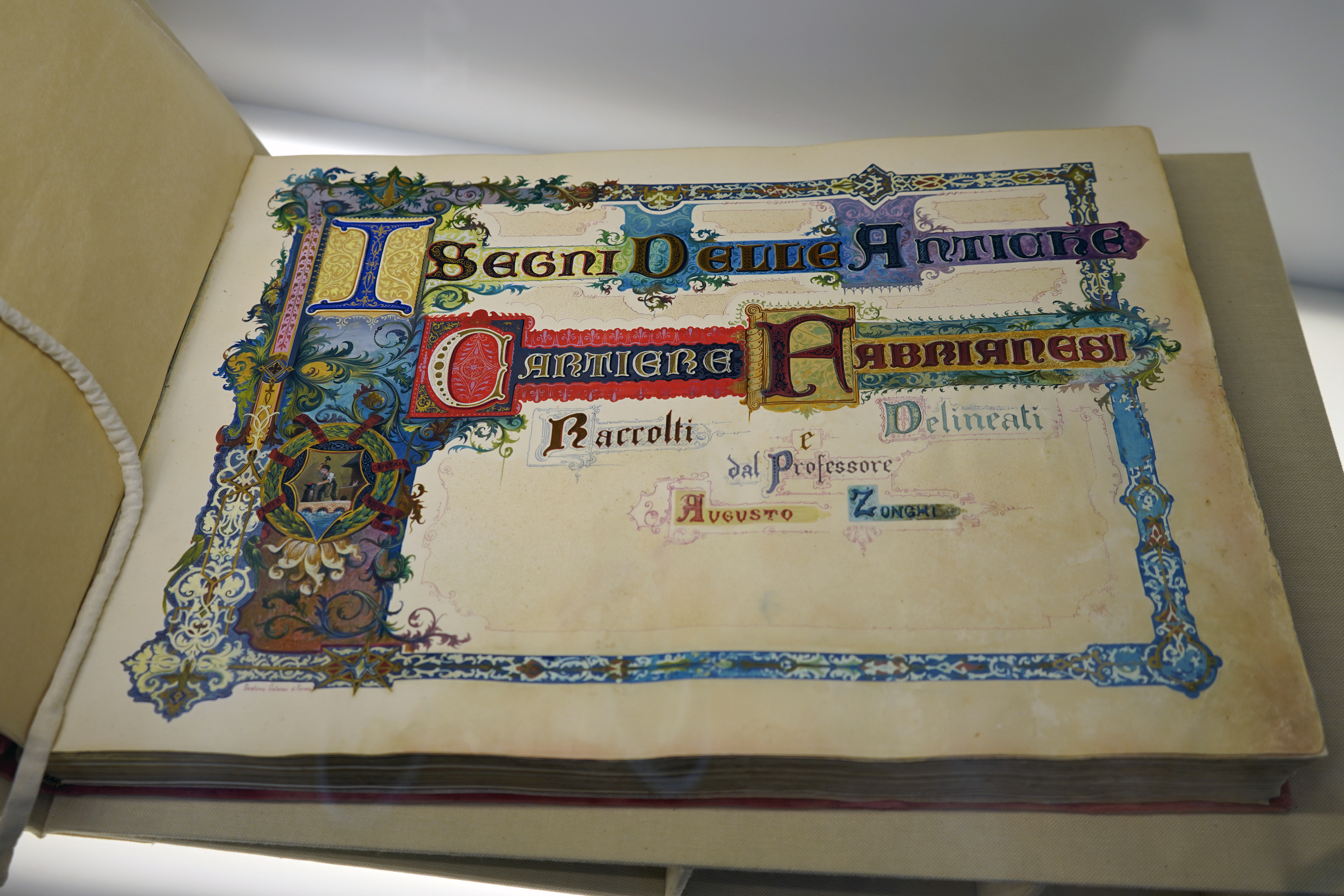
L'Album dei Segni realizzato da Augusto Zonghi con all'interno i ricalchi di 1.887 filigrane. È un esemplare unico al mondo.

## Collezione Augusto Zonghi
La Fondazione Fedrigoni Fabriano ha acquisito nel 2016 la collezione di antiche carte fabrianesi del professore Augusto Zonghi (1842-1916). È una raccolta costituita da 2.212 fogli datati dal 1267 al 1798, a cui si aggiungono l’inventario originale e l’Album dei Segni con all’interno 1.887 ricalchi di altrettante filigrane. La collezione è rinomata da tempo tra gli esperti di filigranologia e fu definita “unica al mondo” alla grande Esposizione Universale di Parigi del 1900.
Augusto Zonghi, proseguendo l'opera del fratello maggiore Aurelio, inizia a dedicarsi negli ultimi decenni del secolo XIX allo studio metodologico dei segni visibili nei fogli conservati negli archivi fabrianesi.. Le più antiche filigrane della sua raccolta sono datati 1293 e provengono da documenti dell’archivio storico comunale. Rappresentano una croce greca, il simbolo dell’infinito (o lettera G) e le lettere I e O. Sempre riconducibile al secolo XIII è il segno con due cerchi concentrici, datato 1297. La carta proviene dall’archivio notarile e precisamente dal protocollo del notaio Giovanni di Maestro Compagno.
Nel 2021 l'Album dei Segni, che è un esemplare unico nel suo genere, è stato accuratamente restaurato. Per l'occasione è stata realizzata una stampa anastatica del volume con tiratura di 500 copie.
La collezione di Augusto Zonghi dal 2021 è interamente disponibile online nel progetto denominato Corpus Chartarum Fabriano (CCF) che prevede la pubblicazione digitale di carte filigranate realizzate a Fabriano tra la fine del secolo XIII e il III millennio.

## Pubblicazioni
- Le cartare di Fabriano. Società, donne, lavoro nei tempi della città della carta, a cura di Giancarlo Castagnari, Fabriano, ISTOCARTA, 2013, ISBN 978-88-908519-0-2
- Valeria Cavalcoli, L’archivio storico delle Cartiere Miliani di Fabriano, Fabriano, ISTOCARTA, 2014, ISBN non esistente
- Alle origini della carta occidentale: tecniche, produzioni, mercati (secoli XIII-XV), a cura di Giancarlo Castagnari, Emanuela Di Stefano, Livia Faggioni, Fabriano, ISTOCARTA, 2015, ISBN 978-88-908519-1-9
- La forma. Formisti e cartai nella storia della carta occidentale, a cura di Giancarlo Castagnari, Fabriano, ISTOCARTA, 2015, ISBN 978-88-908519-2-6
- Andrea F. Gasparinetti, Pietro Miliani fabbricante di carta, Ristampa, Fabriano, ISTOCARTA, 2017, ISBN 978-88-908519-5-7
- Giovanni Battista Miliani, La musica, Ristampa, Fabriano, ISTOCARTA, 2017, ISBN 978-88-908519-3-3
- Il patrimonio industriale della carta in Italia. La storia, i siti, la valorizzazione, a cura di Giancarlo Castagnari, Livia Faggioni, Fabriano, ISTOCARTA, 2017, ISBN 978-88-908519-4-0
- Giancarlo Castagnari, Augusto Zonghi matematico umanista. Le carte antiche fabrianesi nell’Era del segno, Fabriano, ISTOCARTA, 2018, ISBN 978-88-908519-6-4
- Augusto Zonghi, I segni delle antiche cartiere fabrianesi, a cura di Livia Faggioni, Fabriano, Fondazione Fedrigoni Fabriano, 2020, ISBN 978-88-908519-8-8
- I segni delle antiche cartiere fabrianesi. Note all’album, a cura di Livia Faggioni, Fabriano, Fondazione Fedrigoni Fabriano, 2020, ISBN 978-88-908519-8-8
- Il senso di una comunità. Pioraco, a cinque anni dal sisma e successiva ricostruzione, a cura di Chiara Medioli-Fedrigoni, Fondazione Fedrigoni Fabriano, 2021, ISBN 978-88-908519-7-1